# کشتار جمعی ۲۰۲۵ دروزی‌های سوریه
از تاریخ ۲۸ آوریل ۲۰۲۵، درگیری‌های فرقه‌ای که توسط واحدهای نظامی دولت انتقالی سوریه و شبه‌نظامیان وابسته به آن علیه شبه‌نظامیان دروزی انجام شد که منجر به کشته شدن چندین غیرنظامی دروزی شد.

## پیشینه
دروزی‌ها تقریباً سه درصد از جمعیت سوریه را تشکیل می‌دهند و از این رو، اقلیت مذهبی قابل توجهی در این کشور محسوب می‌شوند. نظام اعتقادی آنها ترکیبی از عناصر اسلام، مسیحیت و فلسفه‌های باستانی است که بسیاری از مسلمانان سنی ارتدوکس آن را بدعت‌آمیز می‌دانند. از نظر تاریخی، دروزی‌ها جوامعی را در سراسر سوریه حفظ کرده‌اند، که جمعیت قابل توجهی از آنها در استان جنوبی سویدا، جبل دروز و حومه جنوبی دمشق ساکن هستند.
در دوران رژیم اسد، دروزی‌ها در مناطق تحت نفوذ خود، خودمختاری نسبی ایجاد کردند و در عین حال، حمایت دولت مرکزی را پذیرفتند، به ویژه در برابر تجاوز جهادی‌ها پس از آغاز جنگ داخلی در سال ۲۰۱۱. وقتی تظاهرات علیه بشار اسد در سال‌های ۲۰۱۱–۲۰۱۲ آغاز شد، بسیاری از دروزی‌هایی که در ابتدا در اعتراضات مسالمت‌آمیز شرکت کرده بودند، بعداً از رژیم سلاح پذیرفتند و شبه‌نظامیان محلی تشکیل دادند. این ترتیب به آنها اجازه می‌داد تا حدودی از خود محافظت کنند، در حالی که خود را از وابستگی کامل به دولت اسد دور نگه می‌داشتند.
در طول جنگ داخلی سوریه، جامعه دروزی با خشونت هدفمند از سوی گروه‌های مختلف افراطی مواجه بود. در ژوئن ۲۰۱۵، جنگجویان وابسته به جبهه النصره به روستای دروزی‌نشین قلب لوزه در شمال حمله کردند که منجر به حداقل بیست کشته شد. در طول این دوره، اعضای جامعه دروزی مورد آدم‌ربایی قرار گرفتند و بسیاری از آنها یا پس از پرداخت باج آزاد شدند یا کشته شدند.

### پس از سقوط رژیم اسد
از زمان سرنگونی بشار اسد در ۸ دسامبر ۲۰۲۴، مذاکراتی بین دولت جدید سوریه و رهبری دروزی‌ها در مورد ادغام این جامعه در دولت سوریه در جریان بوده است. این مذاکرات به دلیل نگرانی‌های رهبران دروزی در مورد پیشینه احمد الشرع، رئیس‌جمهور جدید سوریه که پیش از این رهبری سازمان شورشی اسلام‌گرای هیئت تحریر شام را بر عهده داشت، به کندی پیش رفته است. نمایندگان دروزی به دنبال اقداماتی برای خودمختاری از کنترل دولت مرکزی بوده‌اند.
درگیری‌ها در اواخر فوریه ۲۰۲۵ در جرمانا بین شبه‌نظامیان دروزی و سرویس امنیت عمومی آغاز شد.
در مارس ۲۰۲۵، احمد الشرع، رهبر جدید سوریه، توافقنامه ای را با نمایندگان دروزی از استان سویدا امضا کرد. این توافق، جامعه را در نهادهای دولتی ادغام کرد و در عین حال امتیازات خاصی از جمله استخدام نیروهای پلیس دروزی محلی و به رسمیت شناختن هویت فرهنگی متمایز آنها را اعطا نمود.
از مارس ۲۰۲۵، خشونت‌های فرقه‌ای قابل توجهی در استان ساحلی لاذقیه سوریه رخ داد، جایی که حملات حامیان باقی‌مانده رژیم مخلوع اسد علیه نیروهای امنیتی دولت سوریه، خشونت‌های تلافی‌جویانه‌ای را به دنبال داشت که منجر به کشته شدن حداقل ۱۵۰۰ نفر شد که اکثر آنها شهروندان علوی بودند.
در مارس و آوریل ۲۰۲۵، مقامات اسرائیلی به هیئت‌های بزرگی از رهبران مذهبی دروزی سوریه اجازه دادند تا برای زیارت وارد اسرائیل شوند، علیرغم وضعیت رسمی جنگ بین سوریه و اسرائیل.

### درگیری
در ۲۹ آوریل ۲۰۲۵، موجی از خشونت در جرمانا، حومه دمشق که عمدتاً دروزی‌نشین است، رخ داد. به گفته دیده‌بان حقوق بشر سوریه، این شیوع اولیه منجر به حداقل ده کشته شد. بنا به گزارش‌ها، این درگیری ناشی از انتشار یک فایل صوتی جعلی بود که به دروغ به یک رهبر مذهبی دروزی، مروان کیوان، نسبت داده شده بود و ظاهراً حاوی اظهارات توهین‌آمیزی دربارهٔ حضرت محمد (ص)بود. کیوان متعاقباً در یک بیانیه ویدیویی ظاهر شد و هرگونه ارتباط با این فایل صوتی تحریک‌آمیز را قاطعانه رد کرد و اظهار داشت که هر کسی که آن را ساخته، قصد ایجاد اختلاف بین جوامع سوری را داشته است. وزارت کشور سوریه تأیید کرد که این نوار صوتی به اشتباه منتشر شده است.
علیرغم توافق موقت در جرمانا، خشونت چند ساعت بعد در نزدیکی اشرفیه صحنایا، واقع در جنوب غربی دمشق، از سر گرفته شد. به گفته وزارت کشور سوریه، حداقل ۱۶ غیرنظامی و پرسنل امنیتی دیگر در حمله شبانه افراد مسلح ناشناس به یک ایست بازرسی امنیتی کشته شدند.
فیلم‌های منتشر شده در رسانه‌های اجتماعی نشان می‌دهد که گروه‌های مسلح قبیله‌ای، خودروهایی را که از سویدا قصد رسیدن به اشرفیه صحنایا را داشتند، متوقف می‌کردند. به گفته طارق الشوفی، رئیس شورای نظامی سویدا، مدافعان دروزی در صحنایا با کمبود مهمات مواجه بودند، در حالی که نیروهای امدادی محاصره و مورد حمله قرار می‌گرفتند که منجر به حداقل یک کشته شد.

## قتل‌عام‌ها
در ۲۹ آوریل، گزارش شد که گروه‌های مسلحی که گفته می‌شود وابسته به وزارت دفاع هستند، دو شهروند را در یک مرغداری در حومه صحنایا اعدام کرده‌اند.
در ۳۰ آوریل، یک کاروان دروزی که از استان سویدا برای حمایت از هموطنان دروزی خود در صحنایا در حرکت بود، توسط نیروهای وابسته به وزارتخانه‌های کشور و دفاع مورد کمین قرار گرفت که منجر به کشته شدن ۴۳ نفر شد. برخی از اجساد سوزانده و برخی دیگر مثله شدند، در حالی که بنا به گزارش‌ها، عاملان شعارهای ضد دروزی سر می‌دادند. حداقل هشت جنگجوی وابسته به دولت نیز کشته شدند.
بنا به گزارش‌ها، نیروهای متحد دولت حملاتی را علیه روستاهای رساص و الصوره الکبیره در استان سویدا آغاز کردند. این حملات شامل بمباران خمپاره‌ای مواضعی در نزدیکی منازل مسکونی غیرنظامیان بود. علاوه بر این، الصورة الکبیرة زیر آتش سنگین مسلسل از مواضع وفاداران دولت در اطراف روستا قرار گرفت.
در ۱ مه، تعداد اعدام‌های صحرایی گزارش‌شده در اشرفیه صحنایا به ۹ مورد افزایش یافت. هشت مورد از اعدام‌ها در داخل یک مرغداری انجام شد، در حالی که یک مورد دیگر مردی را در خانه‌اش هدف قرار داد. حسام وَروار، شهردار سابق صحنایا، چند ساعت پس از آنکه در ویدئویی ظاهر شد و از نیروهای امنیتی به خاطر اعزام به شهر تشکر کرد، به همراه پسرش در خیابان اعدام شد.
نیروهای امنیتی دولت، یک خبرنگار و فیلمبردار زن کانال ۸ کرد عراقی را که در حال مستندسازی خشونت‌های جاری در صحنایا بودند، بازداشت و پس از مصادره تجهیزات و تلفن‌هایشان، آنها را آزاد کردند. دیدبان حقوق بشر سوریه این رویداد را نقض آزادی مطبوعات و حفاظت لازم از روزنامه‌نگاران توصیف کرد.

## واکنش‌ها
خشونت در نزدیکی دمشق خشم قابل توجهی را در میان جمعیت دروزی در استان سویدا برانگیخت. الشوفی وضعیت جرمانا را «قتل‌عام» توصیف کرد و اظهار داشت که اشرفیه صحنایا «محاصره شده و مورد حمله تروریست‌ها قرار گرفته است.» او همچنین ادعا کرد که نیروهای امنیتی سوریه از تقویت دروزی‌ها و کمک‌رسانی شورای نظامی به اعضای جامعه آنها جلوگیری می‌کنند.
در ۱ مه، شیخ موفق طریف، رهبر معنوی جامعه دروزی اسرائیل، طی یک مراسم نظامی در ایسفیا، آشکارا خواستار مداخله اسرائیل برای محافظت از جوامع دروزی سوریه که با خشونت در نزدیکی دمشق مواجه هستند، شد. شیخ حکمت الهجری اقدامات دولت سوریه را «نسل‌کشی» علیه دروزی‌ها توصیف کرد.

### اسرائیل
تشدید خشونت‌ها منجر به اقدام نظامی مستقیم اسرائیل شد. در ۳۰ آوریل، بنیامین نتانیاهو، نخست‌وزیر اسرائیل، اظهار داشت که نیروهای دفاعی اسرائیل حمله‌ای را علیه آنچه او «گروهی افراطی» توصیف کرد که آماده حمله به «جمعیت دروزی در جنوب دمشق» بود، انجام داده‌اند.
اسرائیل متعاقباً حمله نظامی دومی را انجام داد که بنا به گزارش‌ها منجر به کشته شدن یک عضو نیروهای امنیتی سوریه در مجاورت دمشق شد. پس از این اقدامات، رئیس ستاد ارتش اسرائیل دستور داد تا در صورت ادامه خشونت علیه جمعیت دروز، برای حملات احتمالی به اهداف دولتی سوریه آماده شوند. پنج غیرنظامی دروزی سوری که در اثر خشونت‌های فرقه‌ای مجروح شده بودند، توسط نیروهای دفاعی اسرائیل به بیمارستان زیو در شهر صفد در شمال اسرائیل منتقل شدند.
ده‌ها شهروند دروزی اسرائیلی در تقاطع کفر یاصف واقع در نزدیکی عکا در جلیل غربی، در اعتراض به هدف قرار دادن جوامع دروزی توسط دولت سوریه، تظاهرات کردند.